# Jan Erik Gustavsen
Jan Erik Gustavsen (nascido em 6 de fevereiro de 1946) é um ex-ciclista norueguês. Competiu nos Jogos Olímpicos de Verão de 1968 na Cidade do México, onde terminou em 47º na prova de estrada (individual).